# Seydlitz (nehézcirkáló)
A Seydlitz a német Admiral Hipper osztály negyedik nehézcirkálója lett volna, de végül nem készült el. A hajó építését 1936. december 29-én kezdték, a DeSchiMAG brémai hajógyárában. A hajót 1939. január 19-én bocsátották vízre. A második világháború kitörésekor a hajó még csak kétharmad részéig volt készen. A Szovjetuniónak szándékában állt megvenni a befejezetlen cirkálót, és a szintén befejezetlen testvérhajóját a Lützowot, de a kérést a németek végül elutasították.
Mikor a hajóépítési programban a hangsúly áttevődött a tengeralattjárók építésére, a hajó építése csúszni kezdett. 1942 augusztusában, mikor a hajó 90%-a készen volt, úgy döntöttek, hogy a hajót átalakítják repülőgép-hordozóvá. A szükséges átalakítások, és az egyre fogyó nyersanyagok miatt az építést abba kellett hagyni 1943 januárjában. Ezután a Seydlitzet Königsbergbe vontatták, ahol 1945. április 10-én elsüllyesztettek.
1946-ban a szovjetek kiemelték a hajót, majd átnevezték Poltavara. A hajót valószínűleg az 1950-es években bontották szét.